# Microcleptes
Microcleptes is een kevergeslacht uit de familie van de boktorren (Cerambycidae). De wetenschappelijke naam van het geslacht werd voor het eerst geldig gepubliceerd in 1840 door Newman.

## Soorten
Microcleptes omvat de volgende soorten:
- Microcleptes aranea Newman, 1840
- Microcleptes variolosus Fairmaire & Germain, 1859